# Wiktor Sawieljew
Wiktor Siergiejewicz Sawieljew (ros. Виктор Сергеевич Савельев, ur. 24 lutego 1928 we wsi Pachotnyj Ugoł w obwodzie tambowskim, zm. 25 grudnia 2013 w Moskwie) – rosyjski chirurg.

## Życiorys
W 1951 ukończył 2. Moskiewski Instytut Medyczny, był ordynatorem, asystentem i pedagogiem katedry chirurgii wydziałowej pod kierunkiem Aleksandra Bakulewa, a od 1967 kierownikiem tej katedry. W latach 1954–1956 opublikował pierwsze prace na temat chirurgii. W 1967 został członkiem korespondentem, a w 1967 członkiem rzeczywistym Akademii Nauk Medycznych ZSRR, następnie Rosyjskiej Akademii Nauk Medycznych, a w 1997 Rosyjskiej Akademii Nauk. Wypromował ponad 80 doktorów i ponad 300 kandydatów nauk medycznych. Pochowany na Cmentarzu Trojekurowskim w Moskwie.

## Odznaczenia i nagrody
- Medal Sierp i Młot Bohatera Pracy Socjalistycznej (23 lutego 1988)
- Order Lenina (dwukrotnie – 1978 i 1988)
- Order Czerwonego Sztandaru Pracy (1973)
- Order „Za zasługi dla Ojczyzny” II klasy (19 grudnia 2007)
- Order „Za zasługi dla Ojczyzny” III klasy (27 lutego 2003)
- Order „Za zasługi dla Ojczyzny” IV klasy (16 sierpnia 1996)
- Nagroda Państwowa ZSRR (1975)
- Państwowa Nagroda Federacji Rosyjskiej (1992)
- Nagroda Rady Ministrów ZSRR
- Nagroda Władz Federacji Rosyjskiej
- Nagroda Diemidowska

i medale.